# تاندربولتز
تاندربولتز یک گروه ابرقهرمان در سری کتاب‌های کامیک انتشارات مارول کامیکس می‌باشد. این تیم که عمدتاً از ابرتبهکارهای متحول شده تشکیل شده، اولین بار در هالک شگفت‌انگیز شماره ۴۴۹ام (ژانویه ۱۹۹۷) به وسیله نویسنده کرت بوسیک و نقاش مارک بگلی ساخته شد.
یک فیلم از تاندربولتز به همین نام تا ژوئن ۲۰۲۲ در حال ساخت بود که به عنوان بخشی از فاز پنجم دنیای سینمایی مارول عمل می‌کند و برای انتشار در ۲ می ۲۰۲۵ برنامه‌ریزی شده‌است.